# 橙色郁金香奖学金
橙色郁金香奖学金（英語：Orange Tulip Scholarship）是一个荷兰政府为国际留学生提供留学荷兰的专项奖学金。

## 历史
2008年由荷兰大学及政府机构共同出资设立，由荷兰高等教育交流协会负责运营，旨在奖励来自中国、韩国、印度、印度尼西亚、越南、俄罗斯、墨西哥、南非的优秀学生前往荷兰留学深造。